# 울진·삼척 무장 공비 침투 사건

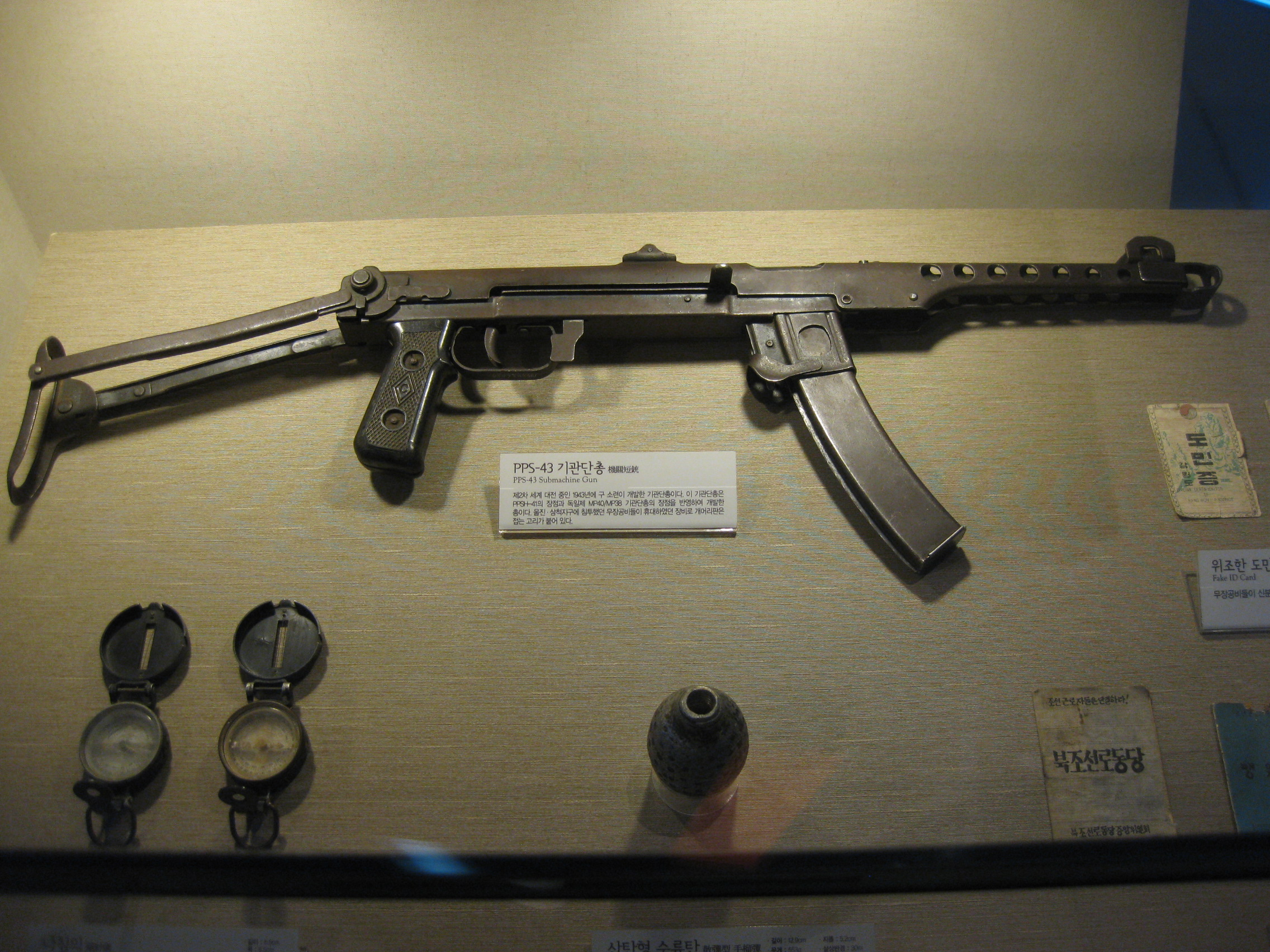

울진·삼척 무장 공비 침투 사건(蔚珍三陟武裝共匪浸透事件, 영어: Uljin–Samcheok Landings of North Korean Armed Communist Guerrillas)은 1968년 10월 30일부터 11월 2일까지 3차례에 걸쳐 무장 공비 120명이 울진·삼척 지역에 침투하여 12월 28일 대한민국 국군에 소탕되기까지 약 2개월간 게릴라전을 벌인 사건이다. 이는 한국전쟁 휴전 이후 최대 규모의 도발로, 침투한 무장공비 중 7명이 생포되고 113명이 사살되었으며, 남한측 역시 민간인을 포함하여 40명이상 사망하고 30명 이상 부상하는 등 피해를 입었다.

## 배경

### 북한의 대남 공작
8·15 광복 이후 북한의 대남 공작은 남한 정세의 변동에 따라 변화되었다. 당시 언론의 보도에 의하면, 김일성은 1961년 9월 노동당 전당대회에서 4·19 혁명 이후의 사회 혼란 시기에 공산 혁명을 일으키지 못한 것은 전위적 집단 공산당 조직이 없었기 때문이라고 평가하였다. 북한은 5·16 군사 정변 이후로는 마오쩌둥의 전술을 응용, 도시주변농촌에 지하조직을 확보하고 도시를 포위하는 전국적 체계를 갖추려 했고, 베트콩의 게릴라 전법을 사용하고 있었다. 이에 따라 1965년 후반부터는 전국 각지에 무장간첩이 출몰하였고, 다수의 민간인이 가족 단위로 살해되었다. 대한민국 경찰은 이에 대응하여 기동대와 더불어 대공행동대를 편성하여 침투 경로를 봉쇄하려 했다.

### 무장 공비
1960년을 전후하여 북한의 간첩들은 간단한 무기를 휴대하기 시작하였다. 1960년 6월, 경찰당국은 대한민국 정국의 혼란을 기회로 이용하여 대량의 무장간첩을 산악지대나 해상으로 남파시키고 각계각층, 학원내에 침투공작을 하고 있다고 주장하였다. 같은 해 7월에는 대한민국 군인 복장을 한 간첩들이 목격되었다.
1960년대 중반을 전후로 무장간첩의 수가 점차 늘어나는데, 이 시기의 무장간첩들은 통상 어선으로 가장한 중무장한 소형 쾌속정이나 소형 잠수정을 타고 침투하며, 대한민국 국군이나 민간인 복장에 위조된 신분증과 명함을 소지하고 있었다. 무기로는 기관단총, 권총, 수류탄, 단검 등을 사용하고, 무전기를 휴대하였다.
1967년에 남파된 간첩들은 중무기를 소지하고 조 또는 부대의 형태로 활동하면서 베트콩식의 전법을 사용하고 있었다. 6월에만 전국 7곳에 3 ~ 8명이 조를 이룬 다수의 무장간첩이 경찰과 교전을 벌여 19명이 사살, 3명이 생포되었고, 그 과정에서 민간인을 포함한 11명이 사망하고 9명이 부상하기도 했다. 이들 무장간첩의 출몰 지역에는 6월 3일 새벽의 삼척과 6월 19일 오전의 울진도 포함되어 있었다. 비교적 규모가 컸던 삼척의 경우는 무장간첩선과 20여 명의 무장간첩이 있었고, 그중 2명을 사살하고 1명을 생포하였다고 발표되었다.
1967년에는 8월까지 연 3백 명이 넘는 무장간첩이 출몰하였다고 보도되기도 하였다. 간첩들은 남한의 협조자들에게 시계와 돈을 주기도 했다.
이듬해인 1968년 1월 21일에는 청와대 습격을 목적으로 30여 명의 무장간첩이 서울에 침투, 경찰과 교전을 벌이다가 대부분이 사살된 1·21 사태가 발생하였다. 이후에도 간첩의 침투는 계속되어 8월 21일에는 간첩선을 타고 서귀포시에 침투하여 통일혁명당 사건을 일으키려던 무장간첩 14명이 사살 또는 생포되기도 하였다. 8월 30일 간첩대책본부는 1·21 사태 이후로 남파되는 간첩의 수가 늘어나고 있으며, 당해에만 모두 156명의 무장간첩이 사살되었다고 발표하였다.

### 향토 예비군
1968년 2월 7일, 당시 대통령이었던 박정희는 경전선 개통식에서 '금년 내에 무기 공장을 세워 전국 250만 재향군인을 무장시키겠다'고 언급하였다. 이에 따라 2월 20일 국무회의에서 향토예비군 설치법이 의결되고, 3월 29일에 220여만 명의 향토예비군 편성이 완료되었다.

### 신무기 도입
1968년 2월 24일, 대한민국 국방부는 각 사단의 기동타격대에 M16 자동소총을 지급할 예정이며, 대한민국 국군의 소화기를 M16 소총으로 교체하기 위한 교섭을 벌이고 있다고 언급하였다.
1968년 12월 12일, 서울 여의도에서 한국군 장비 현대화계획에 따른 M16 자동소총 및 UH-1H 헬리콥터의 인수식이 열렸고, 유엔군 사령관은 한국군에 수만 정의 M16 소총과 수 대의 UH-1H 헬리콥터를 넘기는 문서에 서명하였다. M1을 대체할 M16 소총은 1차로 전방특수지역과 대간첩작전에 투입된 부대에 지급하기로 하였고, UH-1H 헬리콥터 수 대가 무장공비 소탕 작전에서 병력 투입에 사용되었다.

### 국제 정세
1968년은 1월부터 체코슬로바키아의 수도 프라하에서 프라하의 봄이라고 부르는 민주화 운동이 일어났으나 8월 말 소련이 주도한 바르샤바 조약군의 체코슬로바키아 침공으로 개혁이 좌절되었던 해였다. 비슷한 시기인 1월 말부터 9월 말까지 베트남에서는 3차례에 걸쳐 구정 대공세가 진행되었다.
베트남 전쟁에 파견된 대한민국의 청룡부대는 1968년 10월 한 달 동안 다낭 남쪽에서 '승룡3호작전'을 벌여 베트콩 250여 명을 사살하고 많은 무기를 노획하였다. 백마사단은 10월 중순부터 11월 초까지 냐짱 서남방에서 벌인 '독수리8호작전'에서 베트콩 380여 명을 사살하였다고 보도되었다.

## 사건 발생 및 경과

### 보도 내용
첫 보도
1968년 11월 5일 오후, 대간첩대책본부는 30명 내외의 북한 무장공비가 11월 2일 밤 경상북도 울진군 북면 마을에 동해안을 통하여 침투, 무고한 양민을 학살한 사건이 발생하여 군대·경찰·향토예비군이 합동으로 토벌작전 중이라고 발표하였다. 대간첩대책본부는 11월 4일 정오를 기해 강원도와 경상북도 일부 지역에 '을종사태'(乙種事態)를 선포하였다.
11월 13일 중간 발표
11월 13일, 대한민국 국방부 장관은 '11월초 강원도와 경상북도 지역에 침투한 북한 무장공비는 15명 1조로 구성된 4개 조 60명 정도이며, 울진과 삼척에 2개조씩 침투한 것으로 판단된다'고 발표하였다. 대간첩대책본부에서는 13일 오전까지 무장공비 28명을 사살하였으며, 한국군은 5명 사망에 부상 7명, 민간인은 4명이 사망하고 2명이 부상하였다고 발표하였다.
11월 29일 중간 발표
11월 29일 대간첩대책본부의 발표에 의하면, 북한 무장공비 소탕전에서 무장공비는 58명을 사살하고 2명을 생포하였으며, 기관단총 56정, 권총 8정, 수류탄 163발, TNT 70개, 실탄 1만 8천 발 등을 노획하였다. 한국군은 예비군 6명을 포함하여 33명, 민간인은 16명으로 모두 49명이 사망하였고, 37명이 부상하였다.

### 사건의 전말
침투
- 무장공비들은 1차로 2개조 30명이 1968년 10월 30일 경북 울진군 북면 나곡리 해안에 침투하였다.
- 2차로 2개조 30명도 11월 1일 울진군 북면 고포 해안으로 침투하였으며, 생포된 무장공비의 진술에 의하면, 제2차 침투조는 1968년 7월 9일부터 민족보위성 정찰국 산하 124군부대 1기지에서 부국장의 지시로 15명 2개조 30명이 평양에서 3개월간 유격훈련을 받고 10월 1일 기차 편으로 영산리에 도착, 30일간의 훈련이후 10월 30일 원산에서 배로 출발하였다.
- 3차로 4개조 60명이 11월 2일 삼척 원덕면 월촌리 고포 해안으로 침투하였다. 3차 침투는 해상 및 해안 경계병에게 발견되기는 하였지만 아군의 조치미흡으로 침투에 성공하였다.
- 무장공비들은 11월 3일 새벽 울진 북면 고수동 주민이 울진경찰서에 무장공비 출현을 신고하였다. 내용인 즉 이날 아침 무장공비 30여명이 산간마을인 고수동에 나타나 주민들을 강제로 집결시켜 놓고 북한을 찬양하는가 하는, 이에 반항하는 주민들을 칼로 찌르고 돌로 쳐서 죽였다는 것이다. 또 신고할 경우 모두 죽이겠다고 위협하고 노동당, 여성동맹 등에 가입하도록 총검으로 강요하였다는 것이다. 공비들은 주민들이 공포에 질려 머뭇거리자 대검으로 찌르는 등 만행을 자행하고 뒤늦게 도착한 주민은 돌로 머리를 쳐서 죽이기도 하였다. 주민들은 죽음을 무릅쓰고 릴레이식으로 신고하여 많은 희생을 치른 끝에 군경의 출동을 가능하게 하였다.

도주
대한민국 군·경과 예비군이 동원되어 무장공비에 대한 소탕 작전에 나서자 이들은 육로를 통해 북상을 기도하면서 갖가지 만행을 저질렀다. 강원도 평창에서는 12월 9일 한 민가에 침입하여 이승복 일가족이 살해당하였다.
소탕
대한민국 군경과 예비군은 본격적인 토벌작전에 착수, 12월 28일까지 약 2개월간 계속된 작전에서 공비 113명을 사살하고 7명을 생포하여 침투한 120명 모두를 소탕하는데 성공하였다. 한편 대한민국측도 군인, 경찰, 일반인 등 20여명이 사망하는 희생을 치렀다.
'을종 사태'는 12월 25일 0시를 기해 완전히 해제되었다.

### 사건 일지
다음은 당시의 신문 보도를 바탕으로 정리한 1968년 11월과 12월 두 달 간의 사건 일지이다.
| 날짜          | 장소 | 무장간첩 (사살/생포) | 한국군 (사망/부상) | 민간인 (사망/부상) | 특기 사항                                           |
| ------------- | ---- | -------------------- | ------------------ | ------------------ | --------------------------------------------------- |
| 11월 2일      | 울진 |                      |                    | 1명 /              | 우체부, 납치 후 난자되어 사망                       |
| 11월 3일      | 울진 |                      |                    | 1명 /              | 무장공비 30명 마을에 침입, 대검에 난자되어 사망     |
| 11월 4일      | 삼척 |                      |                    | / 1명              | 볏단을 지고 귀가하다가 기관총에 맞아 중상           |
| 11월 3일, 4일 | 울진 | 3명 /                |                    |                    |                                                     |
| 11월 6일      | 울진 | 3명 /                | 2명 /              |                    | 한국군 2명 사망 (누적) 6명 사살                     |
| 11월 8일      | 울진 | 6명 /                |                    |                    |                                                     |
| 11월 9일      | 울진 | 1명 /                |                    |                    |                                                     |
| 11월 9일      | 삼척 | / 1명                |                    |                    | 예비군 일행이 생포                                  |
| 11월 10일     | 울진 | 1명 /                |                    |                    |                                                     |
| 11월 11일     | 삼척 | 10명 /               |                    |                    | 강추위.                                             |
| 11월 12일     | 삼척 | 3명 /                |                    |                    | (누적) 28명 사살                                    |
| 11월 12일     | 울진 | / 1명                |                    |                    | 수색대가 생포                                       |
| 11월 14일     | 삼척 |                      |                    | 3명 /              | 일가족 2명 돌과 칼에 피살                           |
| 11월 15일     |      | 2명 /                |                    |                    | 합동수색대가 10명 중 2명 사살                       |
| 11월 15일     | 명주 |                      | 1명                | 1명 /              | 예비군 1명 사망                                     |
| 11월 16일     | 명주 | 1명 /                |                    |                    | 예비군이 사살 (누적) 31명 사살                      |
| 11월 16일     | 삼척 | 1명 /                |                    |                    |                                                     |
| 11월 17일     | 울진 | 1명 /                |                    |                    |                                                     |
| 11월 18일     | 삼척 | 2명 /                |                    |                    |                                                     |
| 11월 19일     | 명주 |                      |                    | 1명 /              | 신고하려다가 붙잡혀, 끌려다니다가 피살              |
| 11월 21일     | 명주 | 1명 /                |                    |                    |                                                     |
| 11월 21일     | 삼척 | 1명 /                |                    |                    | (누적) 39명 사살                                    |
| 11월 22일     | 삼척 | 1명 /                |                    |                    |                                                     |
| 11월 23일     | 삼척 | / 1명                |                    |                    | 합동수색대가 생포                                   |
| 11월 24일     | 명주 | 2명 /                |                    |                    |                                                     |
| 11월 25일     | 영월 |                      |                    | 1명 / 2명          | 가족 일부 기관총에 피살, 중태                       |
| 11월 25일     |      | 4명 /                |                    |                    |                                                     |
| 11월 26일     | 삼척 | 3명 /                |                    |                    | (누적) 49명 사살                                    |
| 11월 27일     | 양양 | 2명 /                |                    |                    |                                                     |
| 11월 27일     | 삼척 | / 1명                |                    |                    | 합동수색대가 생포                                   |
| 11월 28일     | 정선 | 3명 /                |                    |                    |                                                     |
| 11월 28일     | 삼척 | / 1명                |                    |                    | 합동수색대가 생포                                   |
| 11월 29일     | 정선 | 4명 /                |                    |                    |                                                     |
| 11월 29일     | 평창 |                      |                    | 1명 /              | 사찰의 노파 난자되어 사망                           |
| 11월 30일     | 평창 | 3명 /                |                    |                    |                                                     |
| 11월 30일     | 명주 | 1명 /                |                    |                    |                                                     |
| 12월 1일      | 정선 | 1명 /                |                    |                    | (누적) 64명 사살                                    |
| 12월 3일      | 삼척 | 1명 /                |                    |                    |                                                     |
| 12월 3일      | 장성 |                      |                    | 1명 /              | 예비군이 민간인 사살, 경찰서에 구속                 |
| 12월 7일      | 삼척 | / 1명                |                    |                    | 자수                                                |
| 12월 7일      |      | 1명 /                |                    |                    | (누적) 66명 사살, 5명 생포                          |
| 12월 8일      |      | 1명 /                |                    |                    |                                                     |
| 12월 9일      | 평창 |                      |                    | 4명 / 2명          | 일가족 중 4명 돌과 칼에 피살, 2명 중상              |
| 12월 10일     | 명주 | 2명 /                |                    |                    | (누적) 69명 사살                                    |
| 12월 12일     |      | 2명 /                |                    |                    | 클레이모어 사용 (누적) 71명 사살                    |
| 12월 13일     |      | 1명 /                |                    |                    |                                                     |
| 12월 13일     | 인제 | 1명 /                |                    |                    |                                                     |
| 12월 14일     | 삼척 | 1명 /                |                    |                    |                                                     |
| 12월 15일     | 삼척 | / 1명                |                    |                    | 1명 자수                                            |
| 12월 15일     | 평창 | 3명 /                |                    | 1명 / 2명          | 경찰 사망 및 부상, 민간인 부상                      |
| 12월 16일     | 평창 | 1명 /                |                    |                    | (누적) 78명 사살, 4명 생포, 2명 자수                |
| 12월 17일     | 명주 | 1명 /                | / 1명              |                    | 한국군 1명 중상                                     |
| 12월 19일     | 명주 |                      |                    | 1명 / 1명          | 신고하려다가 붙들려 피살, 총탄에 중상               |
| 12월 19일     | 삼척 | 7명 /                | 1명 /              |                    | 1명은 예비군이 사살 (누적) 86명 사살                |
| 12월 20일     | 명주 | 3명 /                |                    |                    | 신고를 받고 출동한 해병대와 예비군이 사살           |
| 12월 20일     |      | 8명 /                |                    |                    |                                                     |
| 12월 20일     |      | 1명 /                |                    |                    |                                                     |
| 12월 20일     |      | 1명 /                |                    |                    |                                                     |
| 12월 22일     | 양양 | 6명 /                |                    |                    | 시체 1구 발견 (누적) 106명 사살, 5명 생포, 2명 자수 |
| 12월 28일     |      | 4명 /                |                    |                    | (누적) 110명 사살, 7명 생포, 총 117명 소탕          |

무장공비는 12월 28일까지 모두 110명이 사살되었고, 5명은 생포, 2명은 자수하였다. 1명은 사체로 발견되었다.

### 타 지역 침투
대간첩본부는 1968년 11월 4일, 11월 1일부터 3일까지 3일간 중부전선 3개 지역, 동부전선 1개 지역과 서부 해안지대인 서산에 북한의 무장공비가 침투, 11명을 사살했다고 발표하였다. 11월 8일 밤에는 중동부전선에 무장공비 5명이 침투, 모두 사살되었다.

## 원인 분석 및 논란
침투 목적
대간첩대책본부는 무장공비 침투가 1) 해안경계상태 탐색, 2) 산악지대 은거지 설치, 3) 유격전 전개 및 양민 학살, 4) 민심 교란과 반정부 의식 조장, 5) 산업시설 파괴와 경제질서 혼란 등을 목적으로 하고 있다고 파악하였다. 생포된 무장공비의 진술에 의하면 이들의 침투 목적은 1)소수부락의 군사정보망 창설, 2) 군사·경제·사회 각 방면의 정보 수집, 3) 정보가치 있는 대상자의 대동 월북에 있었다.
국토 방어의 문제점
대간첩대책본부는 국토 방어의 문제점과 개선점으로서 1) 예비군의 장비 보강, 2) 벽지 부락의 통신 시설, 3) 예비군 가족의 생업 지원, 4) 헬리콥터의 지원, 5) 분산된 독립 가옥의 취합, 6) 해안과 해상 경계 강화를 위한 함정 도입, 7) 해군 통신 정비 강화 등을 들었다.

## 사후 처리 및 여파

### 군사정전위원회
유엔군측의 요청으로 1968년 12월 10일 판문점에서 열린 군사정전위원회 본회의에서 우드워드 소장은 '그들의 납치·살인·파괴 행위는 휴전 이후 최대 규모의 야만적인 휴전 위반'이라고 주장하면서 무장공비 침투 행위를 비판하였고, 사살된 공비의 사진, 간첩들이 뿌린 위조지폐, 노동당입당원서 등의 증거물과 노획된 장비들을 제시하였다. 북한의 기자들은 이를 보지 못하도록 제지하기도 했다.

### 반공태세의 강화
1968년 11월 22일 대한민국 국회에서 열린 예산결산위원회에서 신민당 의원 김대중은 울진·삼척의 간첩 침투는 '제2의 월남화작전의 전초전'으로 보아야 한다고 언급하였으며, 농촌 경제의 몰락을 지적하면서 정부에 반공태세를 재정비·강화할 것을 촉구하였다.
1969년 3월 19일, 대한민국 문교부는 어린이들의 반공 정신 고양을 위해 국민학교 4·5·6 학년용 반공교육 보충교재를 3월 중으로 제작·발행할 것을 발표하였다.

### 상벌
대한민국 정부는 1969년 1월 22일, 무장 간첩을 사살 또는 생포한 44명에 무공 훈장을 수여하는 등 모두 146명의 장병에 훈장과 표창장을 수여하였다. 대간첩작전을 도운 민간인 5명과 향토예비군 4명도 포상을 받았다. 3월 6일에는 17명의 장병에 무공 훈장이 수여되었고, 공수비행단과 구조비행대대가 부대 표창을 받았다고 보도되었다.
1969년 2월 25일 열린 보통군법회의에서 무장 간첩 침투 중에 수소(守所)를 이탈한 사병 2명에 수소이탈죄로 사형이 선고되었고, 1970년 1월 27일 열린 상고심판결공판에서 무기징역으로 확정되었다. 1969년 5월 27일 춘천지방법원에서 열린 선고공판에서는 무장 간첩들에 부역행위를 한 혐의로 기소된 민간인 11명에 징역 1년에서 5년까지의 형이 선고되었고, 1970년 2월 10일의 대법원 판결에서는 이들 중 3명의 민간인에 대해 무죄가 확정되었다.
1969년 5월 23일 서울민사지방법원에서 열린 손해배상청구소송 선고공판에서는 동원 기간 중 총기 오발로 사망한 예비군을 국가배상법에 규정된 공무원으로 인정, 국가가 174만여 원을 배상할 것을 판결하였다.

### 한미 협상 및 지원
1969년 1월 1일, 대한민국 정부가 북한의 단기 기습공격에 '기동성 있고 효과적으로 대처하기 위해' 유엔군 산하의 한국군 작전지휘권 중 '방위와 관련된 부분적인 작전권의 일부 이양'을 미국측과 교섭 중에 있다고 언론에 보도되었다. 주어진 대간첩 작전장비 중 일부라도 독자적으로 사용할 수 있어야 한다는 것이다.
1969년 4월에는 미국 정부가 대간첩작전장비 개선 및 강화책의 일환으로 1·21 사태 이후 약속한 1억불의 추가군사지원 외에 1억불이 넘는 특별군사지원을 약속하였다고 보도되었다.
1969년 6월 12일, 미국 국방차관은 대한민국 향토예비군의 무장을 위해 M1을 위주로 한 70만 정의 소총을 지원할 것이며, 북한군의 AK-47 무장에 대비하여 1천만불을 들여 수 년내에 M16 공장을 지을 것임을 언급하였다.
1969년 8월에서 9월까지 대한민국 공군은 F-4D 팬텀 전폭기 ○○대를 미국으로부터 인수하였고, 9월에는 팬텀 대대가 창설되었다.
1969년 9월에는 대한민국 해군이 해상 및 연안 경비 강화를 위해 미국으로부터 3인치 포로 무장한 250톤급의 PGM 고속함 수 척을 연내 도입할 예정이라고 보도되었다.

### 대남 전술의 변경
북한에서는 1968년 11월 민보상, 총참모장, 대남공작책 등이 숙청되었고, 그 전후로 대남 침투의 형식이 대규모에서 소규모로 바뀌었다. 반면, 침투 횟수는 증가하였고, 전체적으로 남파된 간첩의 수도 늘어났다. 대한민국 관계 당국의 집계에 따른 전·후방에 대한 침투 횟수와 간첩의 수를 정리하면 다음과 같다.
| 기 간          | 전 방          | 후 방      |
| -------------- | -------------- | ---------- |
| 1968년 1월~9월 | 75건 230여 명  | 26건 95명  |
| 1969년 1월~9월 | 135건 260여 명 | 54건 105명 |

1969년 12월 29일의 대간첩대책본부 발표에 의하면, 1969년 한해동안 총 153건 367명의 침투가 있었으며, 그중 93명이 사살되고 79명이 생포되었다. 그 과정에서 대한민국 군인 23명과 경찰 7명이 사망하였고, 민간인은 예비군 4명을 포함하여 모두 16명이 사망하였다.
무장간첩의 대량 침투는 1971년까지 이어졌다. 1971년 12월 20일의 대간첩대책본부는 1971년 1월부터 11월말까지 모두 59회 177명이 침투하였고, 그중 68명이 사살되고 자수 4명 귀순 3명을 포함하여 35명이 생포되었음을 발표하였다. 또한 그 과정에서 대한민국 군인 30명과 경찰 3명, 예비군 2명을 포함한 민간인 4명이 사망하였고, 대한민국 군인 54명, 경찰 2명, 예비군 2명, 민간인 18명이 부상하였다고 밝혔다. 간첩 침투의 보도는 1972년 이후로는 현저하게 줄어들었다.

### 개헌 논의
북한의 무장 간첩 남파가 대한민국의 대통령 임기 연장을 위한 삼선 개헌을 논의하게 된 하나의 이유가 되었다고 지적되기도 하였다.

## 같이 보기
- 1·21 사태 (1968년)
- 이승복
- 강릉지역 무장공비 침투사건 (1996년)